# 王春澤
王春澤（1515年—？），原名王滴，字以潤，號印東，福建漳州府漳浦縣人，軍籍，明朝政治人物。

## 生平
嘉靖二十二年（1543年）癸卯科福建鄉試第四十九名舉人。嘉靖二十六年（1547年）中式丁未科會試第一百十八名，登第二甲第三十九名進士。兵部觀政，授户部主事，管理九江钞关。歷升员外郎、郎中，出为武昌府知府，改大名府知府，擢升浙江按察司监军副使，四十二年六月以平倭寇功受赏赐。晋山东右参政，四十二年十月被吏科都给事中赵灼等奉旨纠劾，以不职閑住。

## 家族
曾祖王亨；祖父王龍；父王豸，母林氏。具庆下。兄春瀾。弟春淮、春洛。子王学诗。